# Vitsprötad barkvapenfluga
Vitsprötad barkvapenfluga (Berkshiria albistylum) är en tvåvingeart som beskrevs av Johnson 1914. I den svenska databasen Dyntaxa används istället namnet Berkshiria hungarica. Vitsprötad barkvapenfluga ingår i släktet Berkshiria och familjen vapenflugor. Arten är reproducerande i Sverige. Inga underarter finns listade i Catalogue of Life.